# Těšovice, Prachatice
Těšovice là một làng thuộc huyện Prachatice, vùng Jihočeský, Cộng hòa Séc.